# Kap Palmas
Kap Palmas är en udde i Liberia.   Den ligger i Maryland County, i den sydöstra delen av landet, 400 km sydost om huvudstaden Monrovia. På udden ligger staden Harper.